# Tempo do Desprezo
Tempo do Desprezo (em polonês: Czas pogardy) é o segundo romance da série de livros Wiedźmin (The Witcher), escrita por Andrzej Sapkowski, sendo uma continuação direta de O Sangue dos Elfos. O romance foi publicado pela primeira vez na Polônia em 1995, chegando ao Brasil em 2014.